# 1997 en Colombie-Britannique
Chronologie de la Colombie-Britannique
- 1993
- 1994
- 1995
- 1996
- 1997
- 1998
- 1999
- 2000
- 2001

Cette page concerne des événements qui se sont produits durant l'année 1997 dans la province canadienne de Colombie-Britannique.

## Politique
- Premier ministre : Glen Clark.
- Chef de l'Opposition : Gordon Campbell du Parti libéral de la Colombie-Britannique
- Lieutenant-gouverneur : Garde Gardom
- Législature :

## Naissances
- 16 novembre à Port Moody : Lucas Johansen, joueur canadien de hockey sur glace. Il évolue au poste de défenseur.